# Eduardo Falcone
Eduardo Gabriel Falcone (Chivilcoy, Argentina; 18 de enero de 1962) es un economista y político argentino del partido Movimiento de Integración y Desarrollo. Es Diputado de la Nación por Buenos Aires desde 2023.

## Biografía
Falcone es contador y economista de la Universidad de Buenos Aires.

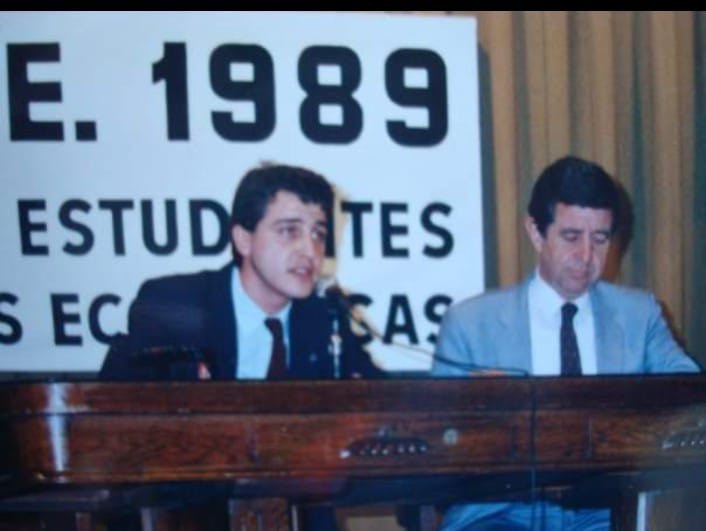
Falcone en 1989

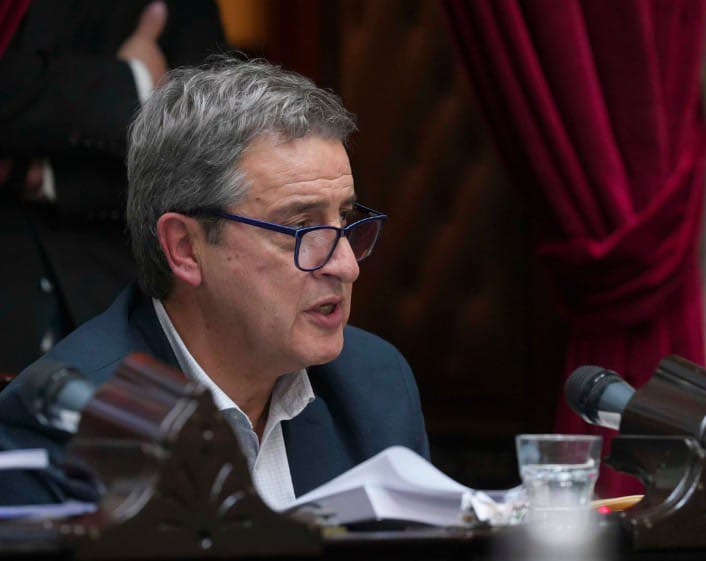
En el Congreso Nacional

En las Elecciones legislativas de 2023 fue electo Diputado de la Nación por Buenos Aires, logrando el 7° lugar en la lista La Libertad Avanza.

## Historial electoral
|  | 21,72 % |

|  | 25,43 % |